# نهر بولونغ
نهر بولونغ (بالإنجليزية: Bolong River)‏ هو نهر يقع في ولاية نيو ساوث ويلز في أستراليا.